# Робер Іпполит Шода
Робер Іпполит Шода (фр. Robert Hippolyte Chodat; 6 квітня 1865, Мутьє – 28 квітня 1934, Женева) — швейцарський ботанік, хімік та міколог, дослідник флори Парагваю, Аргентини та Іспанії. Член-кореспондент АН СРСР, іноземний член Лондонського Ліннеївського товариства, нагороджений медаллю Ліннея.

## Біографія
Робер Шода народився 6 квітня 1865 року в комуні Мутьє кантону Берн. Навчався на фармацевта в Женевському університеті у 1887 році закінчив його зі ступенем доктора. У 1888 році Шода був призначений доцентом Женевського університету, у 1889 році — професором медицини та фармації Університету. На наступний рік Робер змінив Жана Марка Тюрі на посаді директора Ботанічного інституту. У 1901 році він став професором ботаніки. Деякий час Шода працював у Парагваї. З 1908 до 1910 він був ректором Женевського університету. У 1914 році Шода став членом Лондонського Ліннєєвського товариства. У 1915 році Робер був обраний директором Женевського ботанічного саду.
Однією з перших значних робіт Шода була монографія родини Polygalaceae у двох томах Monographia Polygalacearum, видана у 1891–1893 рр.. Потім Шода став вивчати альгологію, вирощував чисті культури водоростей — фітобіонтов різних лишайників. Також він зацікавився дріжджами. Після повернення учня Робера Еміля Гасслера з Парагваю Шода і Хасслер почали видавати публікації, в яких створювалися описи рослин, зібраних Хасслером. У 1914 році Шода знову вирушив до Парагваю. У 1916–1927 роках була видана серія робіт Шода і Вільгельма Фішера La Végétation du Paraguay.
Шода відкрив, що хвороба винограду court noué — акаріаз.
У 1933 році Робер Іполит Шода був нагороджений золотою Медаллю Ліннея.
Робер Іполит помер 28 квітня 1934 року у Женеві.
Зразки рослин і грибів, зібрані Р. Шода, зберігаються в гербарії Женевського ботанічного саду (G).
На честь Робера Шода названа речовина шодатин, яка міститься в деяких лишайниках.

## Деякі наукові роботи
- Chodat, R. (1891–1893). Monographia Polygalacearum. 2 vols.
- Chodat, R. (1902). Algues vertes de la Suisse. 373 p.
- Chodat, R. (1907–1920). Principes de botanique. 3 ed.
- Chodat, R. (1909). Étude critique et expérimantale sur le polymorphisme des algues. 165 p.
- Chodat, R. (1913). Monographie d'algues en culture pure. 226 p.

## деякі види, названі на честь Р.І.Шода
- Acrostichum chodatii Sodiro, 1908 [syn.  Elaphoglossum chodatii (Sodiro) C.Chr., 1913]
- Bidens chodatii Hassl., 1913
- Calea chodatii Hassl., 1915, nom. nov.
- Chorisia chodatii Hassl., 1907 [syn.  Ceiba chodatii (Hassl.) Ravenna, 1998]
- Cleome chodatiana Iltis, 1959, nom. nov.
- Copaifera chodatiana Hassl., 1903 [syn.  Guibourtia chodatiana (Hassl.) J.Léonard, 1949]
- Delphinium chodatii Oppenh., 1936
- Draba chodatii O.E.Schulz, 1927
- Eupatorium chodatii Hassl., 1912 [syn.  Trichogonia chodatii (Hassl.) R.M.King & H.Rob., 1972]
- Ipomoea chodatiana O'Donell, 1950, nom. nov.
- Julocroton chodatii Croizat, 1943 [syn.  Croton chodatii (Croizat) P.E.Berry, 2007]
- Mimosa chodatii Hassl., 1910
- Moutabea chodatiana Huber, 1902
- Oxypetalum chodatianum Malme, 1901
- Paradolichandra chodatii Hassl., 1907 [syn.  Dolichandra chodatii (Hassl.) L.G.Lohmann, 2010]
- Phrygilanthus chodatianus Patsch., 1911 [syn.  Tristerix chodatianus (Patsch.) Kuijt, 1988]
- Quararibea chodatii Vischer, 1920
- Silene chodatii Bocquet, 1967